# 天野和夫
天野 和夫（あまの かずお、1923年6月15日 - 2000年3月23日）は、日本の法学者。立命館大学名誉教授。学校法人立命館総長・立命館大学学長。父はタイムレコーダーなどの発明家でアマノ創業者の天野修一。東京都出身。

## 経歴
- 1947年 - 京都大学法学部卒業
- 1951年 - 立命館大学専任講師
- 1952年 - 立命館大学法学部助教授
- 1966年 - 立命館大学教授
- 1966年 - 立命館大学法学部長
- 1978年 - 立命館大学総長（〜1984年まで）
- 墓所は多磨霊園

## 役歴
- 日本学術会議会員
- 私立大学大学審議会議員
- 日本法哲学学会理事長

## 著書

### 単書
- 『法の理論と現実』有斐閣，1959年
- 『法律学基礎100講』日本評論社，1969年
- 『法思想史入門』有斐閣，1972年
- 『抵抗権の合法性』法律文化社，1973年
- 『マルクス主義法学講座(1)〜(8)』日本評論社，1976年〜1977年
- 『大学の周辺』法律文化社，1980年
- 『大学の内と外』大明堂，1984年
- 『法学講義』晃洋書房，1989年

### 共著
- （末川博）『法学通論』大明堂，1957年
- （末川博）『法学と憲法』大明堂，1966年
- （片岡曻）『現代法学入門』法律文化社，1977年
- （京都憲法会議）『住民の暮らしと憲法』法律文化社，1978年
- （V・ペシュカ）『現代法哲学の基本問題』法律文化社，1981年
- （J・L・ジョーウェル、P・アーレンス、王叔文）『裁判による法創造—現代社会における裁判の機能』晃洋書房，1989年
- （杉村敏正）『新法学辞典』日本評論社，1991年
- （片岡曻）『現代法を学ぶ』法律文化社，1991年
- （永井美佐子、高海峰、林来梵、祖暁峰、畑中和夫、肖賢富、王家福、孫新）『中日・日中法律用語辞典』晃洋書房，1997年

### 編著
- 『法学の基礎』青林書院，1977年
- 『個人法と団体法—西村信雄先生傘寿 浅井清信先生喜寿記念論文集』法律文化社，1983年

## 論文
- CiNii>天野和夫